# Каннер, Лео
Ле́о Ка́ннер (англ. Leo Kanner /ˈliːoʊ ˈkænər/, род. 13 июня 1894, Клекотов — 3 апреля 1981, Мэриленд) — австрийский и американский психиатр, известный первым в англоязычной литературе описанием детского аутизма в 1943 году и последующими работами в этой области. Детский или инфантильный аутизм назван в честь него — «синдромом Каннера».

## Биография
Лео Каннер родился под именем Хаскл-Лейб Каннер в Австро-Венгерском местечке Клекотов (ныне — Львовская область Украины), в религиозной еврейской семье Абрама Каннера и Клары Рейфельд. Война прервала его обучение в Берлинском университете, куда он поступил в 1913 году, и докторскую степень он получил лишь в 1921 году. В 1924 он эмигрировал в США и поступил на работу в госпитале в Южной Дакоте. Адольф Мейер и Эдварт Парк предложили ему создать первую детскую психиатрическую службу в детской больнице Госпиталя Джонса Хопкинса в Балтиморе. В 1933 году он стал профессором психиатрии.

## Научный вклад
Описание детского аутизма как синдрома было сделано Лео Каннером в его статье «Аутистические нарушения аффективного контакта» (англ. Autistic disturbances of affective contact), опубликованной в 1943 году. Поскольку работы Г. Е. Сухарёвой в англоязычном мире не были известны, в США Л. Каннер считается первооткрывателем этой болезни. В своей знаменитой статье Каннер использовал термин «аутизм» в ином смысле, термин, который ранее ввёл в психиатрию Эйген Блейлер для описания взрослых пациентов с шизофренией, для которых характерно погружение в мир собственных переживаний и отрыв от реальности. Блейлер относил симптом аутизма к основным проявлениям шизофрении. Лео Каннер использовал данный термин в другом смысле, и обозначил диагноз одиннадцати детей в своем исследовании как «инфантильный аутизм».
В данной работе им отмечен «крайний аутизм» у детей, обсессии (навязчивости), эхолалия (повторение слов за другими) и стереотипии (многократное повторение одних и тех же действий). Однако, как он подметил в статье, клиническая картина во многом отличается от детского типа шизофрении. Обследуемые им дети не могли поддерживать обычные аффективные контакты с другими людьми, что являлось основной проблемой.
Через 13 лет после выхода статьи «Аутистические нарушения аффективного контакта», в 1956 году, Лео Каннер совместно с Леоном Эйзенбергом пересмотрели выдвинутые ими диагностические критерии инфантильного аутизма и опубликовали в соавторстве статью «Ранний детский аутизм: 1943—1955» (англ. Early infantile autism 1943—1955), в которой было выдвинуто 5 основных критериев раннего детского аутизма (отсутствие контакта с другими людьми, стремление к однообразию в окружении и другие критерии).

### Исследования схожего расстройства развития
Другой детский психиатр — Ганс Аспергер, тоже параллельно занимался детьми с похожей симптоматикой, и аналогично Каннеру он использовал термин Блейлера в другом смысле, для обозначения так называемых «аутистических психопатов» (нейропсихическое расстройство, проявляющееся также в детстве и имеющее схожие черты с детским аутизмом). Свою основную работу о детях с данными психическими отклонениями он написал в 1944 году под названием «Аутистические психопаты в детском возрасте» (нем. Die „Autistischen Psychopathen“ im Kindesalter).

### Будущее детского инфантильного аутизма
В последнем Диагностическом и статистическом руководстве по психическим расстройствам (DSM-5) и Международной классификации болезней 11-го пересмотра бета-версии (МКБ-11) детский аутизм и синдром Аспергера были удалены из классификаций. Вместо них теперь используется термин «расстройство аутистического спектра».

## Основные труды

### Книги
- Kanner L. Folklore of the Teeth, 1928
- Kanner L. Child Psychiatry, 1935.
- Kanner L. In Defense of Mothers. How to Bring Up Children In Spite of the More Zealous Psychologists, 1941.
- Kanner L. Childhood Psychosis: Initial Studies and New Insights, 1973.

### Научные публикации
- Kanner L. Judging emotions from facial expressions (неопр.) // Psychological Monographs. — American Psychological Association (APA), 1931. — Т. 41, № 3. — С. 1—91. — ISSN 0096-9753. — doi:10.1037/h0093261.
- Kanner L. Problem children growing up (англ.) // American Journal of Psychiatry : journal. — American Psychiatric Publishing, 1937. — Vol. 94, no. 3. — P. 691—707. — ISSN 0002-953X. — doi:10.1176/ajp.94.3.691.
- Kanner L. The development and present status of psychiatry in pediatrics (англ.) // The Journal of Pediatrics[англ.] : journal. — Elsevier BV, 1937. — Vol. 11, no. 3. — P. 418—435. — ISSN 0022-3476. — doi:10.1016/s0022-3476(37)80027-x.
- Kanner L. The pædiatric—psychiatric alliance (неопр.) // Canadian Medical Association journal[англ.]. — 1938. — Т. 38, № 1. — С. 71—74. — PMID 20320847. — PMC 536313.
- Kanner L. Infantile sexuality (англ.) // The Journal of Pediatrics[англ.] : journal. — Elsevier BV, 1939. — Vol. 15, no. 4. — P. 583—608. — ISSN 0022-3476. — doi:10.1016/s0022-3476(39)80018-x.
- Kanner L. Play investigation and play treatment of children's behavior disorders (англ.) // The Journal of Pediatrics[англ.] : journal. — Elsevier BV, 1940. — Vol. 17, no. 4. — P. 533—546. — ISSN 0022-3476. — doi:10.1016/s0022-3476(40)80108-x.
- Kanner L. Exoneration of the feebleminded (англ.) // American Journal of Psychiatry : journal. — American Psychiatric Publishing, 1942. — Vol. 99, no. 1. — P. 17—22. — ISSN 0002-953X. — doi:10.1176/ajp.99.1.17.
- Kanner L. Autistic disturbances of affective contact (неопр.) // The Nervous Child. — 1943. — Т. 2. — С. 217—250.
- Kanner L. Early infantile autism (англ.) // The Journal of Pediatrics[англ.] : journal. — Elsevier BV, 1944. — Vol. 25, no. 3. — P. 211—217. — ISSN 0022-3476. — doi:10.1016/s0022-3476(44)80156-1.
- Kanner L. Irrelevant and metaphorical language in early infantile autism (англ.) // American Journal of Psychiatry : journal. — American Psychiatric Publishing, 1946. — Vol. 103, no. 2. — P. 242—246. — ISSN 0002-953X. — doi:10.1176/ajp.103.2.242.
- Kanner L. Children's obsessions (неопр.) // The interne. — 1946. — Т. 12. — С. 340—344. — PMID 20982310.
- Kanner L. Irrelevant and metaphorical language in early infantile autism (англ.) // American Journal of Psychiatry : journal. — American Psychiatric Publishing, 1946. — Vol. 103, no. 2. — P. 242—246. — ISSN 0002-953X. — doi:10.1176/ajp.103.2.242.
- Kanner L. Behavior problems as symptoms (неопр.) // The Johns Hopkins nurses alumnae magazine. — 1948. — Т. 47, № 4. — С. 125—129. — PMID 18889254.
- Kanner L. Problems of nosology and psychodynamics in early childhood autism (англ.) // American Journal of Orthopsychiatry[англ.] : journal. — 1949. — Vol. 19, no. 3. — P. 416—426. — doi:10.1111/j.1939-0025.1949.tb05441.x. — PMID 18146742.
- Kanner L. Insomnia in children (неопр.) // Journal of clinical and experimental psychopathology. — 1950. — Т. 11, № 2. — С. 79—81. — PMID 24538677.
- Kanner L. The conception of wholes and parts in early infantile autism (англ.) // American Journal of Psychiatry : journal. — American Psychiatric Publishing, 1951. — Vol. 108, no. 1. — P. 23—26. — ISSN 0002—953X. — doi:10.1176/ajp.108.1.23.
- Kanner L. The Problem of Mental Deficiency in Children (англ.) // Postgraduate Medicine[англ.] : journal. — Informa UK Limited, 1953. — Vol. 13, no. 4. — P. 363—373. — ISSN 0032-5481. — doi:10.1080/00325481.1953.11711347.
- Kanner L., McKay R. J., Moddy E. E. Problems in child psychiatry (англ.) // Pediatrics[англ.]. — American Academy of Pediatrics[англ.], 1953. — Vol. 11, no. 4. — P. 393—404. — PMID 13055350.
- Kanner L., Eisenberg L. Notes on the follow-up studies of autistic children (англ.) // Proceedings of the annual meeting of the American Psychopathological Association. : journal. — 1954. — P. 227—239; discussion, 285—289. — PMID 13273332.
- Kanner L. General concept of schizophrenia at different ages (англ.) // Research publications – Association for Research in Nervous and Mental Disease : journal. — 1955. — Vol. 34. — P. 451—453. — PMID 13408561.
- Kanner L., Eisenberg L. Review of psychiatric progress 1954; child psychiatry and mental deficiency (англ.) // American Journal of Psychiatry : journal. — 1955. — Vol. 111, no. 7. — P. 520—523. — doi:10.1176/ajp.111.7.520. — PMID 13228697.
- Kanner L., Eisenberg L. Early infantile autism 1943—1955 (англ.) // American Journal of Orthopsychiatry[англ.] : journal. — 1956. — Vol. 26, no. 3. — P. 556—566. — doi:10.1111/j.1939-0025.1956.tb06202.x. — PMID 13339939.
- Kanner L., Eisenberg L. Child psychiatry. Mental deficiency (англ.) // American Journal of Psychiatry : journal. — American Psychiatric Publishing, 1957. — Vol. 113, no. 7. — P. 617—622. — ISSN 0002-953X. — doi:10.1176/ajp.113.7.617.
- Kanner L., Eisenberg L. Child psychiatry. Mental deficiency (англ.) // American Journal of Psychiatry : journal. — American Psychiatric Publishing, 1958. — Vol. 114, no. 7. — P. 609—615. — ISSN 0002-953X. — doi:10.1176/ajp.114.7.609.
- Kanner L., Lesser L. I. Early infantile autism (неопр.) // Pediatric clinics of North America. — 1958. — Т. 5, № 3. — С. 711—730. — ISSN 0031-3955. — doi:10.1016/s0031-3955(16)30693-9. — PMID 13566909.
- Kanner L. The specificity of early infantile autism (неопр.) // Z Kinderpsychiatr. — 1958. — Т. 25, № 1—2. — С. 108—113. — PMID 24544881.
- Kanner L. The Thirty-Third Maudsley Lecture: Trends in Child-Psychiatry (англ.) // British Journal of Psychiatry : journal. — Cambridge University Press (CUP), 1959. — Vol. 105. — P. 581—593. — ISSN 0007-1250. — doi:10.1192/bjp.105.440.581.
- Kanner L. Do behavioural symptoms always indicate psychopathology? (англ.) // Journal of Child Psychology and Psychiatry[англ.] : journal. — Wiley-Blackwell, 1960. — Vol. 1, no. 1. — P. 17—25. — ISSN 0021-9630. — doi:10.1111/j.1469-7610.1960.tb01975.x.
- Kanner L. Emotionally Disturbed Children: A Historical Review (англ.) // Child Development : journal. — JSTOR, 1962. — Vol. 33, no. 1. — P. 97. — ISSN 0009-3920. — doi:10.2307/1126636.
- Kanner L. The scope and goal of psychotherapy with children (англ.) // American journal of psychotherapy : journal. — 1963. — Vol. 17. — P. 366—374. — PMID 24546807.
- Kanner L. Children in state hospitals (англ.) // American Journal of Psychiatry : journal. — American Psychiatric Publishing, 1965. — Vol. 121, no. 9. — P. 925—927. — ISSN 0002—953X. — doi:10.1176/ajp.121.9.925.
- Kanner L. Infantile autism and the schizophrenias (неопр.) // Behavioral Science. — Wiley-Blackwell, 1965. — Т. 10, № 4. — С. 412—420. — ISSN 0005-7940. — doi:10.1002/bs.3830100404.
- Kanner L. Medicine in the history of mental retardation: 1800—1965 (англ.) // American journal of mental deficiency : journal. — 1967. — Vol. 72, no. 2. — P. 165—170. — PMID 4862542.
- Kanner L. Autistic disturbances of affective contact (неопр.) // Acta Paedopsychiatrica. — 1968. — Т. 35, № 4. — С. 100—136. — PMID 4880460.
- Kanner L. Early infantile autism revisited (неопр.) // Psychiatry digest. — 1968. — Т. 29, № 2. — С. 17—28. — PMID 4866988.
- Kanner L. The removal of national barriers in child psychiatry (англ.) // Acta paedopsychiatrica : journal. — 1969. — Vol. 36, no. 11. — P. 313—317. — PMID 4907785.
- Kanner L. Approaches: Retrospect and prospect (англ.) // Journal of Autism and Childhood Schizophrenia[англ.] : journal. — 1971. — Vol. 1, no. 4. — P. 453—459. — ISSN 0021-9185. — doi:10.1007/bf01540535.
- Kanner L. Childhood psychosis: a historical overview (неопр.) // Journal of autism and childhood schizophrenia. — 1971. — Т. 1, № 1. — С. 14—19. — ISSN 0021-9185. — doi:10.1007/BF01537739. — PMID 4947754.
- Kanner L. Follow-up study of eleven autistic children originally reported in 1943 (англ.) // Journal of autism and childhood schizophrenia : journal. — 1971. — Vol. 1, no. 2. — P. 119—145. — ISSN 0021-9185. — doi:10.1007/BF01537953. — PMID 5172388.
- Kanner L. The integrative aspect of ability (неопр.) // Acta paedopsychiatrica. — 1971. — Т. 38, № 5. — С. 134—144. — PMID 4946611.
- Kanner L., Rodriguez A., Ashenden B. How far can autistic children go in matters of social adaptation? (англ.) // Journal of autism and childhood schizophrenia : journal. — 1972. — Vol. 2, no. 1. — P. 9—33. — doi:10.1007/BF01537624. — PMID 5067404.
- Kanner L. The birth of early infantile autism (неопр.) // Journal of autism and childhood schizophrenia. — 1973. — Т. 3, № 2. — С. 93—95. — ISSN 0021-9185. — doi:10.1007/BF01537984. — PMID 4583794.
- Kanner L. Historical perspective on developmental deviations (англ.) // Journal of autism and childhood schizophrenia : journal. — 1973. — Vol. 3, no. 3. — P. 187—198. — doi:10.1007/BF01538280. — PMID 4583796.
- Kanner L. Irrelevant and metaphorical language in early infantile autism (Reprint; Presented in 1946) (англ.) // American Journal of Psychiatry : journal. — American Psychiatric Publishing, 1994. — Vol. 151, no. 6. — P. 161—164. — ISSN 0002—953X. — doi:10.1176/ajp.151.6.161.